# Kramer protiv Kramera
Kramer protiv Kramera (eng. Kramer vs. Kramer) je drama  Roberta Bentona iz 1979. s  Dustinom Hoffmanom i Meryl Streep u glavnim ulogama, nastala po romanu  Averyja Cormana. Film govori o razvodu i svima na koje on utječe, uključujući mladog sina razvedenog para. Film je dobitnik Oscara za najbolji film 1979.

## Radnja
Joanna Kramer (Meryl Streep), akademska umjetnica, je kućanica i majka svojem sinu Billyju (Justin Henry). Osjećajući se ograničenom u toj ulozi, i da ju je zanemario muž Ted (Dustin Hoffman), Joanna odlazi kako bi "pronašla samu sebe".
Ted, koji se fokusirao na svoju karijeru u marketingu, i koji je taman ostvario najveći posao za svoju agenciju, šokiran je Joanninom odlukom te ostaje odgajati Billyja sam. Uz pomoć svog susjeda i Joannine prijateljice, Margaret (Jane Alexander), Ted počinje shvaćati zašto ga je Joanna ostavila. U međuvremenu postaje sve više zainteresiran za Billyjev odgoj te sve više zanemaruje svoj posao (koji na kraju gubi).
Nakon nekih godinu i pol nakon što je otišla, Joanna se vraća u New York kako bi zatražila skrb nad Billyjem te počinje sudski spor. Sud ga dodjeljuje majci, ali u jutro kad Billy treba krenuti s majkom, ona dolazi u stan i kaže Tedu da, iako voli Billyja i želi ga sa sobom, zna da je njegov pravi dom s Tedom, te odlučuje pustiti Billyja da ostane s ocem. Film završava s vratima dizala u kojem je Joanna, koja kreće gore reći Billyju da će ostati s tatom.

## Oscari 1979.

### Pobjede
- Najbolji film
- Najbolji redatelj
- Najbolji adaptirani scenarij
- Najbolji glavni glumac - Dustin Hoffman
- Najbolja sporedna glumica - Meryl Streep

### Nominacije
- Najbolji sporedni glumac - Justin Henry
- Najbolja sporedna glumica - Jane Alexander
- Najbolja fotografija
- Najbolja montaža

## Zanimljivosti
- Producenti su prvotno htjeli Kate Jackson za ulogu Joanne. Kako je Jackson nastupala u televizijskoj seriji Charliejevi anđeli i nije mogla nastupiti u filmu, Meryl Streep (koja u to vrijeme nije bila vrlo poznata) je angažirana umjesto nje.
- U sceni s Dustinom Hoffmanom i Meryl Streep u restoranu, dio u kojem se Hoffman ljuti, ustaje i odlazi razbivši bocu vina o zid, je improviziran. Streep je imala nepatvoreni izraz lica jer to nije očekivala, a u sljedećih nekoliko sekundi gledala je uokolo čudeći se zašto redatelj ne vikne "REŽI", ali ovaj to nije učinio te je scena ostala u filmu kakva jest.
- Justin Henry je postao, a još jest, najmlađa osoba koja je bila nominirana za Oscara, u osmoj godini.

## Vanjske poveznice
- Kramer vs. Kramer u internetskoj bazi filmova IMDb-a